# Bitka u Ardenima 1944.
Bitka u Ardenima, njemačka ofenziva u prosincu 1944. godine bila je posljednji pokušaj da se preokrene tijek rata na zapadnom bojištu i zadnja je ozbiljna njemačka napadna operacija u II. svjetskom ratu. Ambiciozna njemačka ofenziva 1944. godine kodnog imena Wacht am Rhein (Straža na Rajni) kasnije preimenovana u Jesenja magla, a u povijesti ratovanja zapamćena kao Bitka na izbočini poduzeta je na Hitlerovu inicijativu uz žestoko protivljenje njemačkih časnika. 
Plan za ardensku ofenzivu bio je u cijelosti Hitlerova zamisao. Još od ljetnih mjeseci 1944. godine nosio se mišlju da još jednom prijeđe u veliku, uspješnu ofenzivu, jer bi jedna ratna pobjeda bila važan uvjet za moguće pregovore oko svršetka rata. Postoje mnogi razlozi za pretpostavku da je Hitler izabrao Ardene za odlučujući napad zato što je na tom terenu u proljeće 1940. godine postigao svoje prve senzacionalne vojne uspjehe.
Makar je Njemačka uspjela prikupiti snage za protuudar, tijekom priprema se očitovao tadašnji ključni njemački nedostatak: nije bilo ni izbliza dovoljno goriva, a nedostajalo je i motornih vozila potrebnih za mobilno ratovanje. Tijekom prvih 10 mjeseci 1944. godine isporučeno njemačkoj vojsci u cjelini 45.917 kamiona, u koje vrijeme se bilježe gubitci od čak 117.719 vozila; proizvodnja goriva je uslijed savezničkih bombardiranja objekata naftne industrije tijekom 1944. god. opala za oko 3/4. Na svakodnevne savezničke bombarderske napade na Njemačku, Luftwaffe je mogao odgovoriti akcijama u 4 dana mjesečno. Zapovjednici njemačkih divizija uključenih u Ardensku ofenzivu su i prije njenog početka ocijenili da će im gorivo predstavljati težak problem, što su nastojali riješiti planiranjem osvajanja savezničkih skladišta. Premda je za ofenzivu bilo raspoređeno dovoljno hrane i strjeljiva, te prikladne količine oružja i ljudstva, nedostatak motornih vozila i osobito nedovoljne količine goriva su ozbiljno ograničavale pokrete njemačkih trupa od samog početka. Divizije koje su trebale štititi bokove snaga u napadu, jedva da su imale goriva čak i za najnužnije potrebe.

## Taktika
Hitler je 22. listopada 1944. godine pozvao načelnike štaba Zapad i grupe armija B, Westphala i Krebsa, u vrhovnu komandu da bi ih upoznao s predviđenom ofenzivom. Pošto je generalima objasnio plan napada, izjavio je da Njemačka, s obzirom na situaciju napokon treba prekinuti s tom vječitom defenzivom. Pošto je objasnio planove za napad, Hitler je odredio 25. studenog kao početak napada. U štabu grupe armija B i u komandi Zapad Gerd von Rundstedt i Walther Model odmah su iznijeli svoje ozbiljne zamjerke zamišljenom planu operacije. 
Njihov prijedlog plana je bio provedba ograničenog cilja ofenzive – mali cilj. Odlučili su se za napad iz dvaju rajona: Eifela i Roermonda. Obojica su smatrala da je Hitler s obzirom na raspoložive snage postavio preambiciozan cilj. No njemačka je vrhovna komanda još uvijek bila za rizik većih ciljeva. 1. studenog 1944. godine načelnik generalštaba oružanih snaga general Jodl poslao je načelniku štaba Zapad prvu naredbu za ofenzivu, koja je šifrirano nazvana Wacht am Rhein (Straža na Rajni), kako se zvala stara njemačka himna. Studeni je protekao u znaku prepirki između Modela i von Rundstedta s jedne strane te Hitlera i Alfreda Jodla s druge strane. Radilo se o tome može li se veliki cilj vrhovne komande ostvariti ili bi imalo više smisla prvo težiti malom cilju, za što su se zauzimali feldmaršal von Rundsted i Model. 
Hitler je ostao neumoljiv, odbacio je mali cilj. 11. i 12. prosinca pozvao je sve generale i zapovjednike divizija iz grupa armije B u svoj glavni štab Alderhorst kod Bad Nauheima da bi im saopćio svoju nepokolebljivu odluku. Motivirao ju je političkim i vojnim razlozima. Pitanje je da li je mogao uvjeriti svoje slušatelje. 
U međuvremenu su od početka rujna 1944. godine počele sustavne pripreme za napad. Da bi se predviđenim jedinicama i vojnicima koji idu u napad ulilo samopouzdanje, divizije su dobile potpuno novu opremu. Vježba se protunapad i borba noću. Potkraj listopada načelnik generalštaba oružanih snaga naredio je nabave velike rezerve goriva. Sve to nije išlo bez nesuglasica i problema, s obzirom na to da su neprestane borbe na zapadnoj fronti često desetkovale postrojbe i smanjile njihovu borbenu vrijednost. 
Od studenog je posebnu ulogu imala još i stroga tajnost i razne mjere maskiranja. Izdavane su zapovijedi koje su trebale unijeti zabunu kod protivnika. Lažnim znakovima i prebrojavanjem skloništa imitiran je napad 25. armije na sektoru Gladbach–Koln–Dusseldorf, a provedene su i druge mjere da bi se ofenziva prikrila od protivnika. Prije svega, bio je malen broj časnika u štabu koji su o tome znali. Tek polovicom studenog obaviješteni su zapovjednici i njihovi načelnici štabova. Na početku prosinca upoznat je divizijski kadar, dok su kadri puka i bataljuna obaviješteni tek 12. prosinca 1944. godine. Jasno je da je stroga tajnost bila jedna od preduvjeta za uspjeh cijele ofenzive. Ali nesumnjivo su s tim bili povezani i nedostatci. Postrojbe nisu mogle prije napada izvidjeti svoje mjesto na fronti. Na dan napada nisu imale pojma o stanju zemljišta. To se tokom borbi pokazalo kao nedostatak. Napad armija određenih za ofenzivu bio je potpuno spreman 15. prosinca 1944. godine.

### Cilj ofenzive
Cilj ofenzive bio je da se savezničke postrojbe što dalje odbace od njemačke granice te da se odsjeku savezničke postrojbe sjeverno od linije Bastogne–Bruxelles–Antwerpen i unište. Još je važnije bilo onemogućiti da Antwerpen i dalje bude saveznička luka za dovoz ljudi i robe. To je u stvari bio radikalan cilj ofenzive, tj. veliki cilj. Zadatak grupe armija B bio je da s trima armijama probije savezničku frontu, pošto be se prethodno vatrenim sredstvima neutralizirale savezničke snage u zoni proboja.

## Provedba ofenzive
U 5.30 ujutro, 16. prosinca 1944. godine dvije tisuće njemačkih topova otvorilo je vatru na američke položaje između Monschaua i Echterncha. Kroz maglu je krenulo četrnaest njemačkih divizija iz Schnee-Eifela prema nedovoljno zaposjednutim američkim linijama. Američki general Omar Bradley, zapovjednik 12. grupe armije, mogao je tog trenutka raspolagati 31. divizijom na zapadnoj granici Njemačke. Šesnaest od tih divizija nalazilo se sjeverno od Ardena između Gelsenkirchena i Monschaua. Deset divizija nalazilo se preko rijeke Saar južno od Ardena, a u samim je Ardenima duž fronte od oko 200 kilometara bilo samo pet divizija.

### Odvijanje bitke u početku
Od rujna se na ovom ratištu nije mnogo događalo. Amerikanci su zato u Ardene smjestili svoje borbeno manje sposobne postrojbe kao što je 106. divizija, koja je imala samo četiri dana borbenog iskustva, zatim 4. i 28. divizija, koje su obje pretrpjele teške gubitke i Hurtgenwaldu, pa su se sad odmarale. Nijemci su koncentrirali svoj najžešći napad na položaje ovih triju divizija. Amerikanci su zatečeni potpuno nespremni. Mnoge njihove prednje postrojbe shvatile su značenje teškog topničkog bombardiranja tek kad su se iz magle pojavili njemački tenkovi i vojnici. Vrijeme je bilo baš onakvo kakvo je Hitler želio. Nisko nad zemljom valjali su se teški oblaci, tako da se kretanje njemačkih postrojbi nije moglo vidjeti iz zraka. Savezničke zrakoplovne snage ostale su nemoćne na zemlji. Samo u sjevernim i južnim sektorima napadači su naišli na žestoki otpor. Između Monschaua i Butgenbacha pješaštvo i tenkovi 6. SS oklopne armije naišli su na borbeno potpuno spremni američki 5. korpus generala Gerowa, koji je pripremao napad na brane u Ruhru. Na ovom dijelu fronte Nijemci su jurišali na nepokolebljiv zid. Na južnom krilu američka 4. divizija također nije izgubila mnogo terena, ali je zato u srednjem sektoru fronta široko probijena. Duž rijeke Our je američku 28. diviziju, koja je morala braniti položaje dugačke šezdeset kilometara, bez mnogo muke svladala peta njemačka divizija. U Schnee-Eifelu bila su opkoljena dva puka neiskusne 106. divizije. Amerikanci su izdržali još tri dana, ali nisu uspjeli probiti obruč, pa su se 19. prosinca predali. Više od 7000 vojnika otišlo je u zarobljeništvo. Pometnja iz fronte bila je velika. U štabovima divizija i u štabu 8. korpusa u Bastogneu tog prvog dana uglavnom još nisu uviđali ozbiljnost situacije. Vijesti s ratišta bile su nejasne, zbrkane i često kontradiktorne. Cilj Nijemaca niko nije bio potpuno jasan. Zbog nedostatka točnih informacija generali su podcjenjivali situaciju. Tek kasno popodne Eisenhower je naredio da dvije oklopne divizije, i to 7. iz 9. armije na sjeveru i 10. iz 3. armije na jugu Ardena, priteknu u pomoć 8. korpusu.
Za nedostatak informacija u štabovima djelomično su krivi Skorzenyjevi komandosi, koji su se u noći prije napada u američkim uniformama i džipovima infiltrirali iza fronte i pokidali mnoge telefonske linije, te u pozadini izazivali paniku i nerede. Iz tih razloga Amerikanci su provodili sigurnosne mjere koje su još više izazvale kaos i usporile dolazak rezervi na bojište. Panika je postala još veća kad je u noći 16. i 17. prosinca još 1200 njemačkih padobranaca sletjelo na dosta velikom teritoriju iza fronte južno od Mamedyja. Ali to je sve što su Nijemci uspjeli postići ovom padobranskom akcijom.

### Zahuktavanje borbe
U sumrak 17. prosinca tenkovi 6. SS oklopne armije već su ušli 40 kilometara u Belgiju, te se jedna borbena grupa nalazila 16 kilometara od komadnog mjesta američke 1. armije u Spau i u blizini dvaju velikih skladišta benzina. Tokom dana naišli su na postrojbe američke 7. oklopne divizije koja je iz okoline Aachena žurila prema St. Vithu, i tada se SS-ovcima predalo 160 Amerikanaca koji su pobijeni. Ostatak američke 7. oklopne divizije stigao je u toku popodneva i večeri u St. Vith. Otad je taj grad postao uporište na koje su Nijemci uzalud jurišali. I na drugim sektorima fronte otpor Amerikanaca je sve više rastao. Liniju Monschau–Butgenbach Amerikanci su još uvijek držali čvrsto u svojim rukama. Navečer 17. prosinca američke 101. i 82. zračno-desantna divizija koje su se kao rezerve nalazile kod Reisa, prebačene su na ardensku frontu da bi pomogle zaustaviti njemački proboj. Za Amerikance je situacija još uvijek bila krajnje kritična. Bradley nije imao rezervi iza Ardena i zato je bio primoran da 18. prosinca odgodi saarsku ofenzivu Pattonove 3. armije. Patton je ustupio jednu diviziju za borbu u Ardenima, a potom još tri divizije te je napravio plan o protunapadu na južno krilo, a Eisenhower ga je odmah odobrio. Ali prije nego što je dotle došlo situacija u Ardenima dosta se pogoršala za Amerikance. 
U noći 19. prosinca sektori na sjeveru i jugu još su se uvijek držali, ali u sredini se neprijatelj gotovo nesmetano probijao dalje prema Massu. I St. Vith je još bio u rukama Amerikanaca, ali su se Nijemci duboko probili s obiju strana ovo uporišta. Približili su se Liegu na trideset kilometara. Osim toga na jugu su zauzeli Houffalize i približavali se Bastogneu.U pravcu u kojem su Nijemci napredovali Amerikanci više nisu imali rezervi, i kad bi Nijemci jednom prešli Maas, Bradley ne bi mogao spriječiti njihov proboj do Bruxellesa. Srećom, tu je još bio Bernard Montgomery, koji je uvidio potencijalnu opasnost praznog prostora između Massa i belgijskog glavnog grada te je na vlastitu inicijativu prebacio na to područje britanski 30. korpus, koji se sprema da zajedno s kanadskom 1. armijom napadne Reichswald.
Budući da je duboki njemački klin rascijepio područje Ardena na dva dijela, te nemogućnosti da Bradley održava kontakt s generalom Hodgesom, zapovjednikom američke 1. armije, Eisenhower je oduzeo Bradleyu sve savezničke postrojbe sjeverno od njemačkog klina i stavio ih pod Montogomeryjevu komandu. Kad se to dogodilo, Amerikanci još uvijek nisu bili uspjeli da u središnjem dijelu Ardena stvore čvrstu frontu. Još uvijek su ondje ograničavali svoje akcije na lokalne borbe. Nije ni najmanje nedostajalo hrabrosti i borbenosti, ali je izostala svaka koordinacija obrane te je Montogomery tu odmah unio promjene kada je 20. prosinca preuzeo zapovjednbištvo.
Na dan promjena u komandi na sjeveru 20. prosinca, situacija u Ardenima bila je otprilike ovakva: na sjeveru se 6. SS oklopna armija pokušavala probiti do Massa između Liegea i Hoeia, ali još uvijek nije uspjela osvojiti položaje kod Elsenborna i Malmedyja i dva velika američka skladišta benzina. Peiperova borbena grupa koja je pripadala 1. SS oklopnoj diviziji, pokušala se probiti prema Verbomontu, ali ju je potisnula 82. zračno-desantna divizija. Druge američke postrojbe zauzele su Stavelot. Na lijevom krilu 6. SS oklopne armije Manteuffelova 5. oklopna armija još uvijek nije uspjela zauzeti St. Vith i Bastogne, ali su udarne postrojbe već bile došle do rijeke Ourthe i približile se Hottonu. Od izuzetnog je značenja bilo da Bostogne, najvažnije čvorište putova na tom području ostane u rukama Amerikanaca. Kad Nijemci usprkos svojoj nadmoći nisu uspjeli probiti američki zaštitni obruč oko Bostognea, nije im ostalo ništa drugo nego da opkole grad. U noći između 20. i 21. prosinca zatvorili su krug odsjekavši put iz Bastognea prema Neufchateauu. 21. prosinca 1944. godine Nijemci su još jednom pokušali forsirati proboj u sektoru Monschau–Butgenbach–Malmedy. Ne vodeći računa o vlastitim gubicima napadali su bez prestanka 48 sati. Nisu međutim osvojili nikakav prostor. Više uspjeha Nijemci su imali kod St. Vitha. S dviju strana sabili su američku potkovicu i natjerali Hasbrouckove ljude da se povuku preko rijeke Salma. Sad je Nijemcima put do St. Vitha do Houffalizea bio otvoren, i kad su 23. prosinca zauzeli i St. Hubert, imali su izvrsnu poprečnu vezu od sjeveroistoka prema jugozapadu. Treći napad koji je izvela 2. i 9. SS oklopna divizija bio je usmjeren protiv 82. zračno-desantne divizije, čiji su položaji bili na rijeci Salmu i koja je sad bila prinuđena da se povuče preko rijeke. 
Na jugu se 2. njemačka oklopna divizija uspjela probiti do Celesa i u sumrak 23. prosinca Manteuffelovi su tenkovi bili udaljeni samo šesnaest kilometara od Dinanta i Massa. Montogomery se zasad još nije mnogo brinuo oko toga, išlo mu je u prilog to što je Manteuffeld raspolagao putovima iz St. Vitha za La Roche i St. Hubert, jer su oni vodili na jugozapad; to je upravo bio pravac na koji je Montogomery želio usmjeriti Nijemce. Što bi dalje išli na tu stranu, postajali bi ranjiviji i imali bi manje šanse da skupe dovoljno snage za forsiranje proboja između Malmedyja i Marchea i da prokrče sebi put na sjeverozapad.
Na jugu Pattonova treća armija otpočela je ofenzivu protiv njemačkog krila i polako probijala put do Bastognea. Za nijemce napad 3. armije nije bio neočekivan jer su Amerikanci bili vrlo neoprezni sa svojom telefonskom i radio-vezom. Nijemci su imali priliku da se učvrste i da na svim putovima postave zapreke koje zbog brdovitog i šumovitog terena nije bilo lako zaobići. Prva dva dana Pattonove su divizije napredovale prilično slabo. U Bastogneu se opkoljeni garnizon (koji su činili 101. zračno-desantna divizija, borbena grupa 10. oklopne divizije i ostaci razbijene 28. divizije) već ozbiljno brinuo zbog sporog nastupanja 3. armije s juga. 
General McAuliffe, zapovjednik garnizona, pun optimizma odbio je 22. prosinca ultimatum von Luttwitza da se preda u roku od dva sata ili će njemačke snage uništiti grad. Izostalo je teško topničko bombardiranje, ali je zato te noći njemačko zrakoplovstvo napalo Bastogne i naredne četiri noći bombardiranja su se ponavljala točno kao sat. Nijemci su ispitivali američki zaštitni krug oko Bastognea, ali za sad još nisu pomišljali na neki veliki napad. Ipak je već 23. prosinca situacija za 101. zračno-desantnu diviziju postala kritična. Razlog je bio ozbiljan nedostatak streljiva, goriva i hrane. Srećom vrijeme se 23. prosinca proljepšalo tako da je 241 transportni avion C-47 iznad Bastognea uspio izbaciti 144 tone hrane i streljiva. Poboljšanje vremena donijelo je i drugim sektorima fronte bitne promjene. Ne samo što je zrakoplovstvo sad moglo pomagati braniteljima Bostognea bombardirajući njemačke položaje nego su i Manteuffelove isturene postrojbe kod Dinanta proživljavale teške trenutke. Situacija se sad definitivno počela mijenjati. Manteuffel i Model sada su shvatili da je nemoguće stići do Antwerpena (u to nisu zapravo od početka vjerovali) i da postoje slabe šanse da prijeđu Mass. Osim sve jačeg otpora Amerikanaca i napada iz zraka, daljnje nastupanje njemačkih snaga usporavao je nedostatak goriva.
Model je zato predložio Hitleru novi plan i to da se na zapadnom krilu kod Dinanta održi snažna fronta, dok bi se Manteuffel (5. oklopna armija) između Massa i Ourthe i Dietrich (6. SS oklopna armija) između Ourthe i Salma probili na sjever te kad bi se onda još s Ruhra otvorila ofenziva prema Mastrichtu, mogao bi se osvojiti Aachen. Hitler se složio s tim prijedlogom. Uvjet da se taj plan ostvari bio je međutim da se osvoji Bostogne. Za taj novi napad protiv okruženih savezničkih snaga u Bastogneu Manteuffel je doveo svježu 15. oklopno-mehaniziranu diviziju na sjeverozapadni sektor okruženja. Branitelji Bastognea su 25. prosinca shvatili da se sprema novi napad. Napad je počeo 26. prosinca 1944. godine nešto prije tri sata ujutro. U mraku je nekoliko pješačkih postrojbi uspjelo probiti američku liniju i u osvit zore njemački su tenkovi napravili dosta veliki otvor u američkoj fronti. McAuliffe je međutim računao s tom mogućnošću pa je brzo na taj otvor postavio protutenkovsko topništvo koje je moglo gađati njemačke tenkove na oba krila. Svih osamnaest tenkova onesposobljeno je za borbu i oko podne je zatvorena rupa u obrani. Tog istog jutra su prednji dijelovi njemačke 2. oklopne divizije na brdu kod Dinanta bili spremni da se probiju do Massa, ali čim stigne gorivo i pojačanja. Nijemci nisu znali da se američka 2. oklopna divizija kreće prema njihovom sjevernom krilu. Oko podne su im Amerikanci presjekli put za opskrbu od Dinanta i opkolili šume kod Cellesa, u kojima su se smjestili tenkovi njemačke prethodnice. Manteuffelov klin za proboj prema Massu bio je zarobljen.
Nijemci su se dva dana ogorčeno borili ne bi li se oslobodili, dok su oklopne divizije Lehr i 9. oklopna divizija uzalud pokušavale s druge strane priskočiti u pomoć opkoljenim jedinicama. Predvečer 27. prosinca bio je uništen istureni dio Manteuffelove 5. oklopne armije, a ostale divizije povukle su se na Rochefort. Time je zauvijek propala šansa Nijemaca da prijeđu Mass. Narednih dana 26. i 27. prosinca američke i britanske zrakoplovne snage bombardirale su njemačke položaje i putove opskrbe. Ujutro 26. prosinca Nijemci su pojačali pritisak na zapadni sektor američkih položaja oko Bastognea, ali su branitelji izdržali. U među vremenu su se opkoljenom gradu sve više približavali tenkovi 3. armije, dok se u tri sata popodne prethodnica nije približila Bastogneu na osam kilometara. Pattonovi tenkovi upravo su napadali selo Sibret, kad su vidjeli stotine transportnih aviona kako lete prema Bastogneu. To je vojnicima dalo toliko hrabrosti da su odlučili ostaviti napad na Sibret i krenuti ravno na Bastogne. U 9.55 prvi je tenk stigao do položaja 101. zračno-desantne divizije. Njemačka opsada je probijena.
Zbog odlučnog otpora Amerikanaca u sektoru Bastognea, zapovjednik Zapad bio je primoran da već 24. prosinca u dnevnom izvještaju javi da je prošao vrhunac njemačke ofenzive. Von Rundsted je 25. prosinca došao do zaključka da više nije ostvariv ni prvotni cilj ofenzive – Antwerpen – ni mali cilj, tj. uništavanje neprijateljskih postrojbi istočno od rijeke Massa. Zamolio je Hitlera da prekine ofenzivu i dopusti da se postrojbe povuku do Zapadnog bedema prije nego što saveznicima uspije odsjeći i uništiti klin njemačkog napada, čiji je zapadni vrh gotovo već stigao do Maasa južno od Dinanta. Hitler međutim još nije niti pomišljao na to da prekine ofenzivu, naprotiv naredio je 5. oklopnoj armiji da zauzme visoravan kod Marchea. Nadao se da će se sve veći pritisak saveznika na južno krilo 5. oklopne armije smanjiti ako u sjevernom Elzasu otpočne napad grupe armija G koji je bio određen za početak siječnja.
Navečer 27. prosinca Hitler je naredio da se na bilo koji način uspješno okonča situacija oko Bastognea. Neprijatelja je trebalo uništiti koncentričnim napadima na njegova krila. U novoj procjeni situacije komanda Zapad je 28. prosinca došla do zaključka da je besmisleno nastaviti s napadom. Protivnik je dolaskom 22. divizije uspio formirati zatvorenu obrambenu frontu oko klina njemačkog napada, a na južnom krilu su saveznici već prelazili u napad. Ako se usprkos svemu tome još mislilo na ofenzivno vođenje rata, onda je to bilo moguće samo ako bi se stavile na raspolaganje nove postrojbe. Iako je Hitler morao priznati da ardenska ofenziva nije dovela do odlučujućeg uspjeha, naglasio je da je u svakom slučaju došlo do velikog popuštanja situacije jer je protivnik morao mijenjati cijeli svoj plan napada. Novi zadatak grupe armija B bio je da sa svojim divizijama veže za sebe što veći broj savezničkih snaga. Hitler se nadao da će poslije uspješne operacije u sjevernom Alzasu ardenska ofenziva moći nastaviti i završiti uspješno. Samo neprekidna ofenziva mogla je promijeniti rat na zapadu u korist Njemačke. Kad bi se jednom onesposobila polovica savezničke grupacije, preostali dio ne bi mogao pružiti otpor njemačkim divizijama, koji bi bilo četrdeset pet. Zato je na zapadu ostao apsolutni cilj: da se ofenziva  privede uspješnom kraju. To mora biti fanatičan cilj, rekao je Hitler. Kad se fronta na zapadu stabilizira njemačka će armija na jugu i istoku također biti kadra održati frontu. Cilj borbe na zapadu bio je da se ne izgube inicijative i da se saveznici daljnjim manjim napadima natjeraju na rasipanje snaga. Hitler je ponovno podcijenio protivnika i njegov potencijal, a precijenio vlastite mogućnosti. S obzirom na odnos snaga, njegova odluka da se na zapadu prijeđe u napad bila je izvan svake sumnje nepravilna.

### Prekretnica
Prekretnica u borbi u Ardenima bila je 26. prosinca. Tog su dana kod Dinanta nadomak Maasa, tenkovi 1. američke armije raspršili njemačke nade kad su spriječili njemačkim jedinicama da prijeđu preko rijeke. Nešto istočnije je jedinicama američke 3. armije uspjelo uspostaviti kontakt s Amerikancima opkoljenima u Bastogneu. Njemački tenkovi su se 27. prosinca morali povući dalje od Dinanta, ako im je to bilo moguće. Nijemci su mnoge tenkove morali ostaviti jer nisu imali goriva. Prva etapa bitke u Ardenima je prošla. Mogla je započeti druga etapa izbacivanje Nijemaca iz Belgije i Luksemburga. Bitka u Ardenima postala je i bitka za rijetke prohodne ceste, prije svega bitka za raskrsnicu dviju najvažnijih cesta kod Bastognea. Prva cesta koja je išla od istoka prema zapadu, Nijemcima je bila potrebna da bi svoje postrojbe doveli do Maasa, a drugom, koja je povezivala jug i sjever, morali su se služiti Amerikanci kako bi stvorili obruč oko njemačkih snaga koje su se probile prema Maasu.
Na novu godinu njemačko zrakoplovstvo je izvelo još jedan očajnički pokušaj da olakša zadatak borbenim snagama na zemlji. Rano ujutro uzletjelo je 1100 njemačkih aviona. Cilj je bio da se onesposobe saveznički aerodromi, hangari i avioni u Nizozemskoj, Belgiji, Luksemburgu i sjevernoj Francuskoj. Od tog njemačkog zračnog napada uništeno je na zemlji 300 savezničkih zrakoplova. To je bio posljednji masovni napad koji je njemačko zrakoplovstvo izvelo u ratu. Njemački gubici su bili veliki, gotovo 300 zrakoplova više se nije vratilo u baze. 
Hitler je 1. siječnja otpočeo nov napad u Elzasu operacijom Nordwind. S Vestfalskih položaja Nijemci su zapadno i istočno od Bitscha krenuli na jug s osam divizija. 4. siječnja su kod Weissenburga skrenuli na jug. Nove postrojbe su 5. i 7. siječnja prešle sjeverno i južno od Strasbourga. Namjera je bila jasna, razdvajanje američke 7. armije od Deversove 6. grupe armija, koja je u Elzasu držala isturene položaje. Ali za razliku od Ardena, napad u Elzasu bio je neočekivan, Saveznička obavještajna služba dobro je obavila svoj zadatak. Koordinirani saveznički protunapad u Ardenima počeo je 3. siječnja 1945. godine. Montgomeryjevim nastupom na sjeveru, preko fronte oko 40 kilometara, s američkom 1. armijom i jednim britanskim korpusom te nastupanjem američke 3. armije s juga. Montgomery je u početku napredovao vrlo sporo, jer je vrijeme bilo loše, ceste kliske, a vidljivost nije bila veća od 200 metara. Snježne oluje zaustavljale su napade po cijele dane. A poslije toga morali su otimati metar po metar prostora od protivnika, koji se tenkovima i protutenkovskim topništvom ukopao na ovom snježnom zemljištu. 
Na jugu odakle je nastupala Bradleyjeva 12. grupa armija, borba nije bila manje teška. Još uvijek vezani Hitlerovom naredbom da osvoje Bastogne, Nijemci su ovdje koncentrirali ni manje ni više nego deset divizija. Posebno žestoke i krvave borbe vodile su se 2. i 4. siječnja. Ali od 5. siječnja njemački pritisak se smanjivao. Iako su Montgomery i Bradley napredovali vrlo sporo, situacija je za Nijemce postala vrlo neizvjesna. Zapadno od linije Lieg–Houffalize–Bastogne 7. siječnja nalazilo se sedam njemačkih oklopnih divizija, a postajao je samo jedan put natrag, kroz Houffalize, koji je već bio pod vatrom saveznika. Sad je Hitleru postalo jasno da prijeti opasnost od okruženja. On je 8. siječnja naredio djelomično povlačenje iza te linije. Sutradan su saveznici primijetili da se njemački tenkovi povlače iz borbe. 
Narednih dana saveznici su polako napredovali.

### Kraj bitke
La Roche je pao 10. siječnja, a St. Hubert 11. siječnja. Vojnici američke 1. armije, koja je dolazila sa sjevera, i vojnici 3. američke armije, koja je dolazila s juga, pružili su 16. siječnja jedni drugima ruku usred zgarišta Houffalizea. Poslije osvajanja Houffalizea zaustavljen je njemački napadni klin u Ardenima, a time je bitka strateški završila. Sljedećih dvanaest dana Amerikanci su potiskivali Nijemce prema njihovim polaznim položajima, tj. prema Zapadnom bedemu. Zahvaljujući između ostalog savezničkoj avijaciji, Nijemci su prilikom povlačenja izgubili velike količine ratne opreme. Posljednja dva tjedna u savezničkim su se štabovima, prije svega izrađivali planovi za napad na Ruhr i Rajnu. A što se tiče Hitlera, on je već 15. siječnja napustio svoju vrhovnu komandu u Ziegenbergu i vratio se u Berlin. 20. siječnja povukao je 6. SS oklopnu armiju iz Ardena da bi je mogao angažirati protiv Crvene armije u bitci kod Budimpešte, jer je 12. siječnja počela velika sovjetska ofenziva u Poljskoj.
Iako je Montogomery gotovo tri tjedna zapovijedao dvjema od ukupno tri angažirane američke armije, bitka u Ardenima bila je bitka američkog vojnika. On je dobio bitku ali je platio strahovito visoku cijenu: 91.000 ubijenih, ranjenih i zarobljenih.
Hitler je svojom ofenzivom uspio za šest tjedana odgoditi frontalni napad saveznika sa zapada, ali to je samo naoko bio dobitak. Jer je taj napad skupo platio, 84.000 ranjenih, ubijenih i zarobljenih.

## Vanjske poveznice
Sestrinski projekti
|  | Zajednički poslužitelj ima stranicu o temi Bitka u Ardenima 1944.    |
|  | Zajednički poslužitelj ima još gradiva o temi Bitka u Ardenima 1944. |